# Chasmia breviuscula
Chasmia breviuscula är en tvåvingeart som först beskrevs av Walker 1865.  Chasmia breviuscula ingår i släktet Chasmia och familjen bromsar. Inga underarter finns listade i Catalogue of Life.